# Freaks and Geeks
Freaks and Geeks é uma série de televisão americana de comédia dramática que se passava no início da década de 1980, exibida entre 1999 e 2000. No Brasil, a série foi ao ar pelo canal Multishow. Com dezoito episódios concluídos, sendo cancelada em meados de julho de 2000, causando protestos de milhares de fãs. Seu tema de abertura foi Bad Reputation, de Joan Jett.
A série está indisponível via streaming na Netflix em diversos países, incluindo Portugal. No Brasil, está disponível no Prime Video e gratuitamente na Pluto TV.

## Enredo
Lindsay Weir e seu irmão, Sam, estudaram na William McKinley High School durante o ano letivo de 1980-81. O show se passa na cidade de Chippewa, Michigan, um subúrbio fictício de Detroit (em homenagem à Chippewa Valley High School, que o criador da série Paul Feig frequentou).   
Lindsay se junta a um grupo de amigos chamados de "malucos"": Daniel Desario, Ken Miller, Nick Andopolis e Kim Kelly. Enquanto os amigos de Sam, Neal Schweiber e Bill Haverchuck constituem os "geeks". Os pais Weir, Harold e Jean, aparecem em todos episódios, e Millie Kentner, a ex-melhor amiga nerd e altamente religiosa de Lindsay, é uma personagem recorrente, assim como Cindy Sanders, a popular líder de torcida por quem Sam tem uma queda.
Lindsay se vê tentando transformar sua vida de estudante com proficiência acadêmica, estrela "atleta da matemática", em uma garota rebelde que anda com preguiçosos problemáticos. Seu relacionamento com seus novos amigos e o atrito que eles causam com seus pais e sua e sua própria autoimagem constituem um elemento central do programa. O outro segue Sam e seu grupo de amigos geeks enquanto eles navegam por uma parte diferente do universo social e tentam se encaixar.

## Elenco

### Família Weir
- Linda Cardellini como Lindsay Weir
- John Francis Daley como Sam Weir
- Joe Flaherty como Harold Weir
- Becky Ann Baker como Jean Weir

### Geeks
- Samm Levine como Neal Schweiber
- Martin Starr como Bill Haverchuck
- Sarah Hagan como Millie Kentner
- Jerry Messing como Gordon Crisp
- Stephen Lea Sheppard como Harris Trinsky

### Freaks
- James Franco como Daniel Desario
- Busy Philipps como  Kim Kelly
- Jason Segel como  Nick Andopolis
- Seth Rogen como Ken Miller

### Professores
- Dave Allen como Sr. Rosso
- Steve Bannos como Mr. Kowchevski
- Thomas F. Wilson como Treinador Fredricks
- Trace Beaulieu como Sr. Lacovara
- Steve Higgins como Sr. Fleck
- Leslie Mann como Srta. Foote

### Outros personagens
- Michael Beardsley como  Humphries
- Steve Bannos como Frank Kowchevski
- Natasha Melnick como  Cindy Sanders